# قطعنامه ۳۰۸ شورای امنیت
قطعنامه ۳۰۸ شورای امنیت سازمان ملل متحد که در تاریخ ۱۹ ژانویه ۱۹۷۲ تصویب شد، سندی بین‌المللی دربارهٔ درخواست سازمان آفریقایی وحدت در مورد برگزاری جلسات شورای امنیت سازمان ملل در پایتخت آفریقایی است. این قطعنامه طی نشست ۱٬۶۲۶ام
تصویب شد.